# Spirorhynchus sabulosus
Spirorhynchus es un género monotípico de plantas fanerógamas perteneciente a la familia Brassicaceae. Su única especie Spirorhynchus sabulosus, es originaria de Asia Central.

## Descripción
Son plantas anuales, que alcanzan un tamaño de 15-50 (-70) cm de altura. Tiene tallos erectos, muy ramificado en la parte inferior y media, glabros. Hojas sésiles; limbo lineal de 3-8  cm ×  1-4  mm, glabra, atenuada la base, el margen remotamente dentado, sinuado o pinnado lobulado, todo en las hojas superiores, el ápice agudo. Pedicelos fructíferos filiformes, de 0,8-1,5 cm, rectos o refleja, articulado en la base. Sépalos oblongo-lineares. Pétalos blancos o lavanda. Frutas  elipsoide. Semillas estrechamente oblongas- Fl. y fr. abril-mayo.

## Distribución y hábitat
Se encuentra en los desiertos de arena; a una altitud de 300-1000 metros en Xinjiang, Afganistán, Kazajistán, Kirguistán, Pakistán, Tayikistán, Turkmenistán, Uzbekistán; Sureste de Asia.

## Taxonomía
Spirorhynchus sabulosus fue descrita por Kar. & Kir. y publicado en Bulletin de la Société Impériale des Naturalistes de Moscou 15: 160. 1842.
Sinonimia
- Anguillicarpus bulleri Burkill
- Spirorhynchus bulleri (Burkill) O.E. Schulz[4]